# Clingenburg

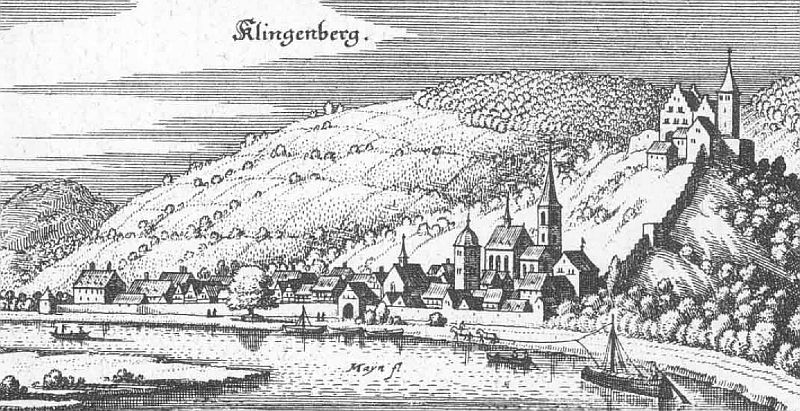
Klingenberg und Clingenburg – Auszug aus der Topographia Hassiae 1655

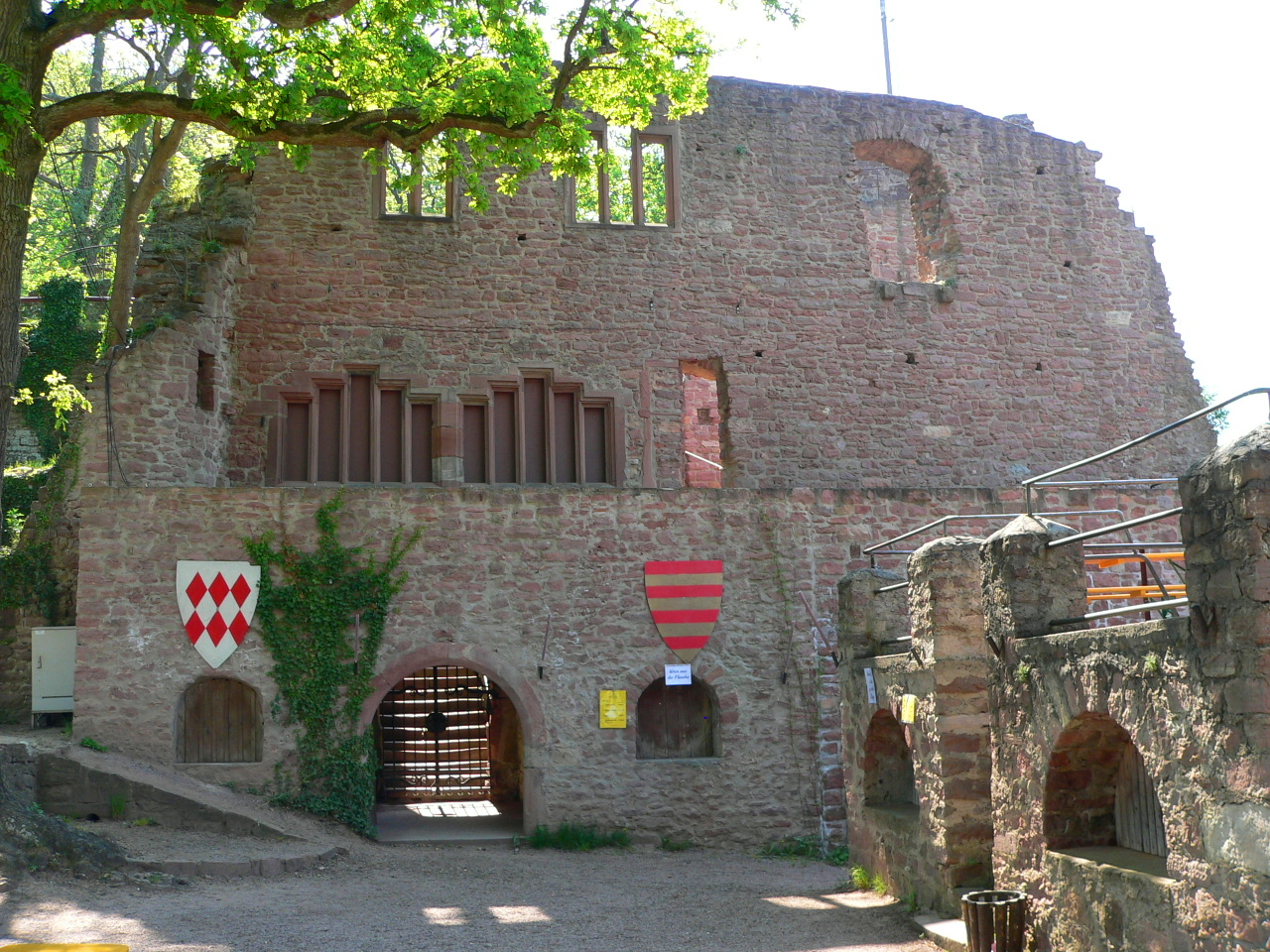
Freilichtbühne vor der Palas-Nordseite

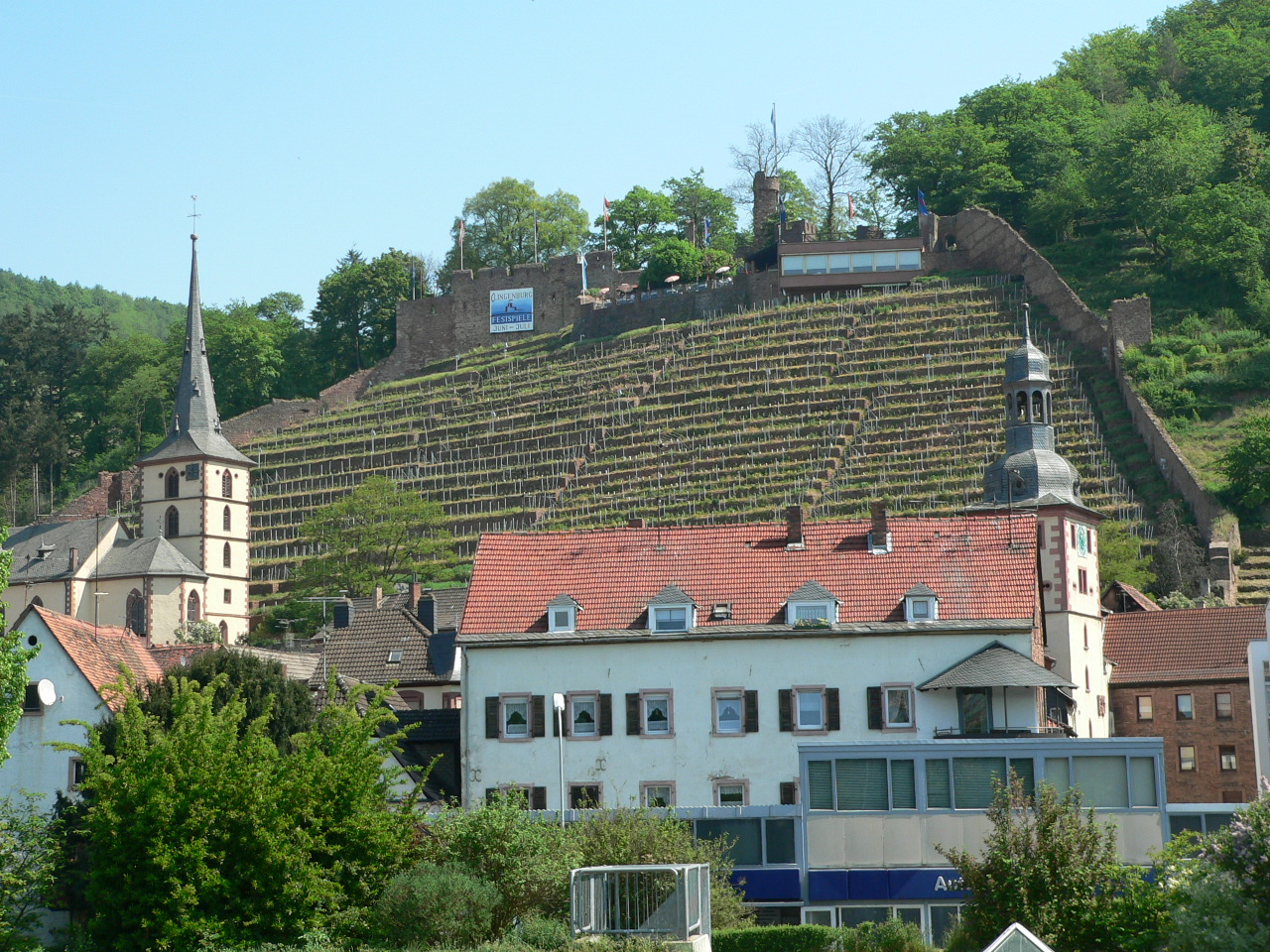
Blick auf den Ort mit Stadtschloss, Kirche, Weinberg bis zur Clingenburg am Tag …

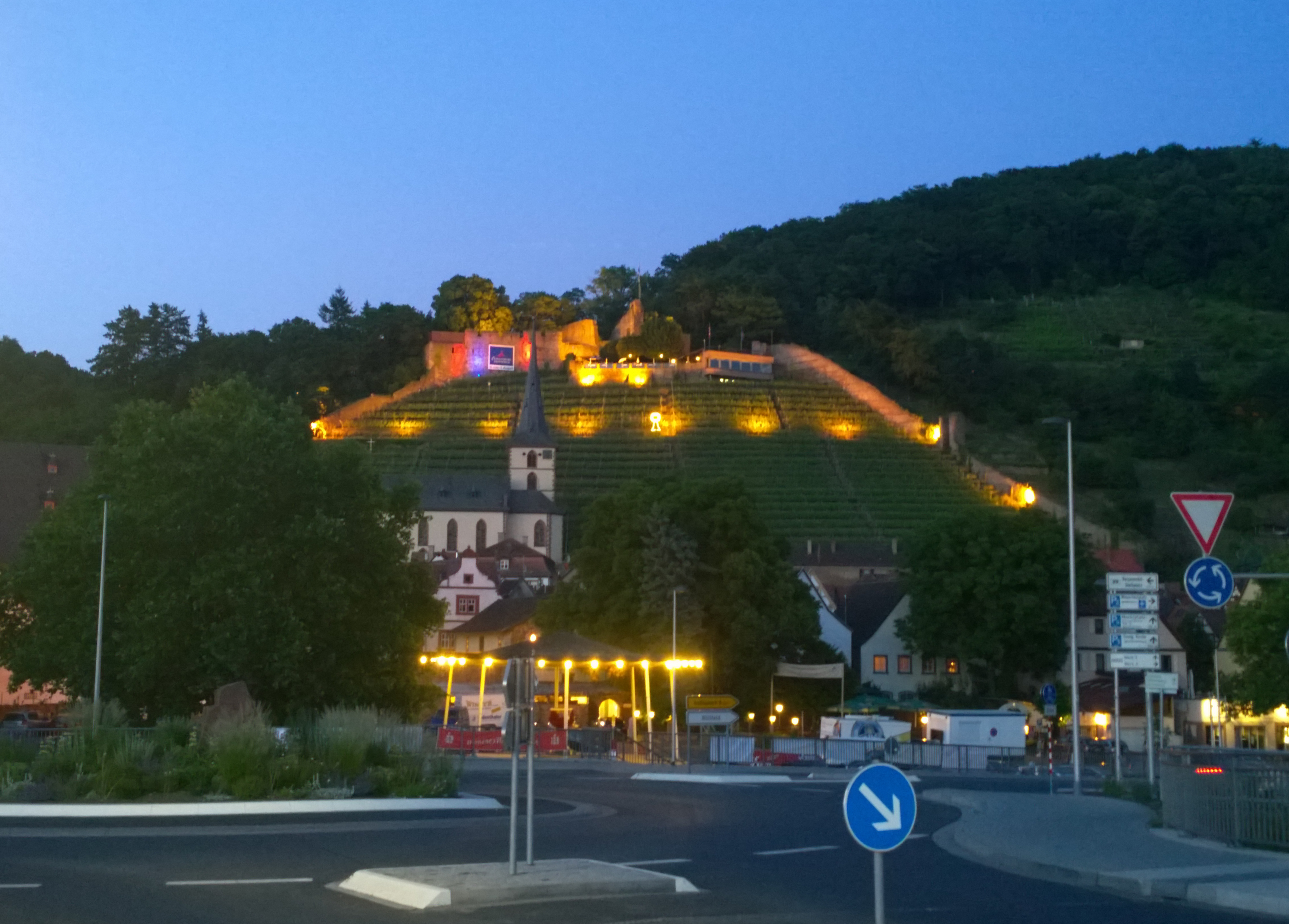
… und in der Abenddämmerung

Die Clingenburg ist die Ruine einer staufischen Höhenburg des Conradus Colbo aus dem Geschlecht der Schenken von Limpurg am rechten Ufer des Mains in der Gemeinde Klingenberg am Main im Landkreis Miltenberg in Bayern, Deutschland.

## Geografische Lage
Die ausgedehnte Ruine der Clingenburg erhebt sich auf 168 m ü. NHN etwa 40 Meter über dem Kern der Stadt Klingenberg am Westrand des Spessarts. Zwischen der Stadt und der Clingenburg erstreckt sich ein terrassenförmig angelegter Weinberg, in dessen Steillage der Klingenberger Rotwein, wächst. An der Burgruine vorbei führt der Fränkische Rotwein Wanderweg etwa 500 Meter bergauf zu einem 1903 errichteten Aussichtsturm.

## Name
Der Name Clingenburg besteht aus den althochdeutschen Wörtern klinga und burch. Sie bedeuten Klinge, eine Art Kerbtal, und Burg. Als Erklärung für den Namen ergibt sich daraus Burg im Kerbtal. Die erste Clingenburg stand dort etwas unterhalb in der Seltenbachschlucht. Der Burgname ging auf den Ort Clingenburg (später Klingenberg) über.

## Geschichte

### Schenken von Limpurg
Conradus Colbo, einer der Schenken von Limpurg und Mundschenk Kaiser Friedrich Barbarossas, erbaute um das Jahr 1160 anstelle der kleinen Alten Burg in der Clinge unterhalb der einstigen frühmittelalterlichen Hainburg die Clingenburg. 1177 erscheint dieser Name erstmals in einer in Venedig ausgestellten Urkunde, in der sich Conradus Colbo selbst als Conradus prinzerna de Clingenburg bezeichnet. Auch die benachbarten Burgen Collenburg bei Collenberg und die Henneburg bei Stadtprozelten gehörten den einflussreichen Schenken von Limpurg, mit pincernae de Clingenberg et de Brodselden bezeichnet. Auch auf der Collenburg hatten die Klingenberger Reichsschenken einen Burgmann. Mitte des 13. Jahrhunderts lebten noch drei Schenken auf der Clingenburg: Albert, der später in den Deutschen Orden eintrat, Walter, der nach seiner Heirat mit Elisabeth von Königstein-Reicheneck in den Raum Nürnberg-Hersbruck übersiedelte (Schenken von Reicheneck) und Conrad mit seiner Frau Guda. Dieser nahm kurz vor seinem Tod 1246 in Augsburg noch an der Hochzeit Konrads IV. von Hohenstaufen mit Elisabeth von Wittelsbach teil.

### Bickenbacher
Den gesamten Besitz um Klingenberg brachte Conrads Witwe Guda von Clingenburg in ihre zweite Ehe mit Conrad von Bickenbach von Burg Bickenbach, heute Schloss Alsbach an der Bergstraße ein. Einem im Gegensatz zu den Schenken papsttreuen und antistaufischen Edelherren und Minnesänger. Diese Ehe begründete das neue Geschlecht der Bickenbacher, aus dem in den folgenden 250 Jahren viele einflussreiche Männer und Frauen wie Domherren, Äbtissinnen, ein Fürstabt und ein Meister des Deutschen Ordens hervorgingen. Die Bickenbacher heirateten in viele einflussreiche Familien des Rhein-Main-Raumes ein. So war zum Beispiel die Stammmutter des Hauses Dalberg eine Bickenbacherin, ebenso wie die Mutter des Mainzer Erzbischofs Dietrich von Erbach. Trotz weitläufiger Verwandtschaft starb das Geschlecht der Bickenbacher mit dem Tod von Ronrad VIII. 1486 beziehungsweise Monrad VII. 1497 (differierende Quellenlage) aus. Für einige der Bickenbacher war die Kirche St. Michaelis in dem später gegen 1630 aufgegebenen Ort Grubingen die Begräbnisstätte.

### Erzstift Mainz
Nach dem Aussterben der Familie von Bickenbach gelangte das Erzstift Mainz zunächst an Teile der unbewohnten Burg und ihr Umland. Um 1500 waren Burg, Stadt und Herrschaft Clingenburg gänzlich im Besitz der Mainzer. Das Erzstift setzte den Amtmann Johann Leonhard Kottwitz von Aulenbach als Verwalter ein, der aber bald in das von ihm erbaute Stadtschloss zog und die Clingenburg dem Verfall preisgab. Nicht zu belegen ist die Legende, die Burg sei von französischen Truppen zerstört worden.

## Heutige Nutzung
Um 1870 versetzten hohe Gewinne aus den städtischen Tongruben Klingenberg in die Lage, die Reste der Burg samt Umfeld zu erwerben und sie als Festplatz herrichten zu lassen, auf dem seit 1891 unregelmäßig Burgspiele und Theateraufführungen stattfanden. Zu diesen Ereignissen erschienen auch vornehme Gäste wie etwa bayerische Könige.
Die Tradition der Burgfestspiele lebte 1926 bis 1928 kurzzeitig wieder auf, als man die Andreas-Hofer-Festspiele beziehungsweise die Wilhelm-Tell-Festspiele veranstaltete.
Um 1968 ließ die Stadt den noch vorhandenen Burggraben auffüllen, um Parkplätze für ein geplantes Burgrestaurant zu gewinnen. Der Einbau des in modernem Baustil gehaltenen Restaurants in die Ruine der Clingenburg erfolgte mit Billigung des Landesamts für Denkmalpflege.
Von 1969 bis 1979 wurde der Burghof von den Laienschauspielern Bickenbach mit Theaterleben erfüllt.
Seit 1994 finden auf der Clingenburg wieder Theateraufführungen statt. Die Clingenburg-Festspiele bringen acht Wochen lang in jedem Sommer Musicals, Opern, Schauspiele und Konzerte auf die Open-Air-Bühne zwischen den hohen Mauerresten des ehemaligen Palas. Begleitet werden die Burgfestspiele von klassischen Konzerten und Kleinkunst im Klingenberger Stadtschloss.
Um den 1. Mai jeden Jahres findet das Historische Weinfest auf der Clingenburg statt.

## Beschreibung
Von der ursprünglichen, staufischen Burg blieben lediglich der Torbogen und die massiven Fundamente des runden Bergfrieds erhalten. Das Restaurant ist zwischen die Fundamente des ehemaligen Küchen- und Gesindegebäudes gesetzt. Seitlich seiner talseitig dominanten Fensterfront erstreckt sich eine breite Aussichtsterrasse, von der unmittelbar die Weingärten zur Stadt hin abfallen.
Von den Vorgängerbauten, der frühmittelalterliche Hainburg innerhalb eines keltischen Ringwalles und der Alten Burg, sind nur noch Erdveränderungen, Wälle und ein künstlich überhöhter Hügel aufzufinden.
An der Clingenburg befand sich im Zweiten Weltkrieg der Bunker 328 der Wetterau-Main-Tauber-Stellung.